# Jenne Langhout
Jenne Langhout (* 27. September 1918 in Batavia (Niederländisch-Indien); † 29. März 2010 in Hilversum) war ein niederländischer Hockeyspieler, der mit der niederländischen Nationalmannschaft bei den Olympischen Spielen 1948 die Bronzemedaille gewann.

## Sportliche Karriere
Jenne Langhout war Mittelfeldspieler beim Hilversumsche Mixed Hockey Club, mit dem er 1944 niederländischer Meister wurde. Von 1946 bis 1948 wirkte er in 18 Länderspielen mit.
1948 bei den Olympischen Spielen in London belegten die Niederländer in der Vorrunde den zweiten Platz hinter der pakistanischen Mannschaft, wobei Pakistan das Spiel gegen die Niederlande mit 6:1 gewonnen hatte. Im Halbfinale setzte sich die indische Mannschaft gegen die Niederländer durch, die britische Mannschaft besiegte Pakistan. Das erste Spiel um Bronze zwischen den Niederlanden und Pakistan endete 1:1, im Wiederholungsspiel gewannen die Niederländer mit 4:1 und erhielten die Bronzemedaille. Langhout wirkte in allen sieben Spielen mit, erzielte aber kein Tor.
Nach seinem Rücktritt vom aktiven Hockey spielte Langhout zunächst Cricket und später Golf.